# Cymbidium iridioides
Hoàng lan (danh pháp hai phần: Cymbidium iridioides, tên tiếng Anh là Iris-like Cymbidium) là một loài phong lan.
Cây phân bố ở Ấn Độ, Nepal, Myanma, Trung Quốc, Việt Nam (Đà Lạt).

## Hình ảnh

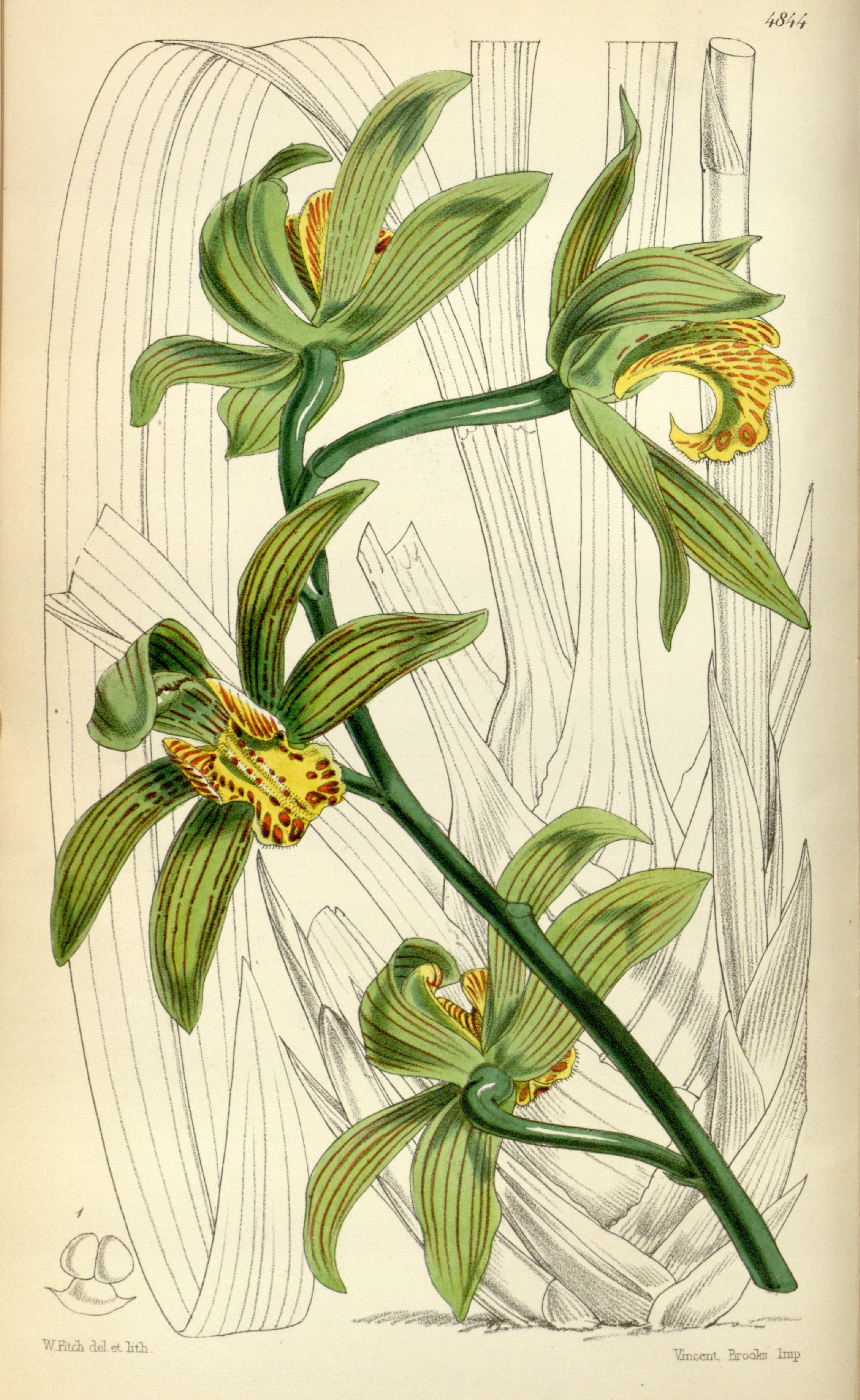
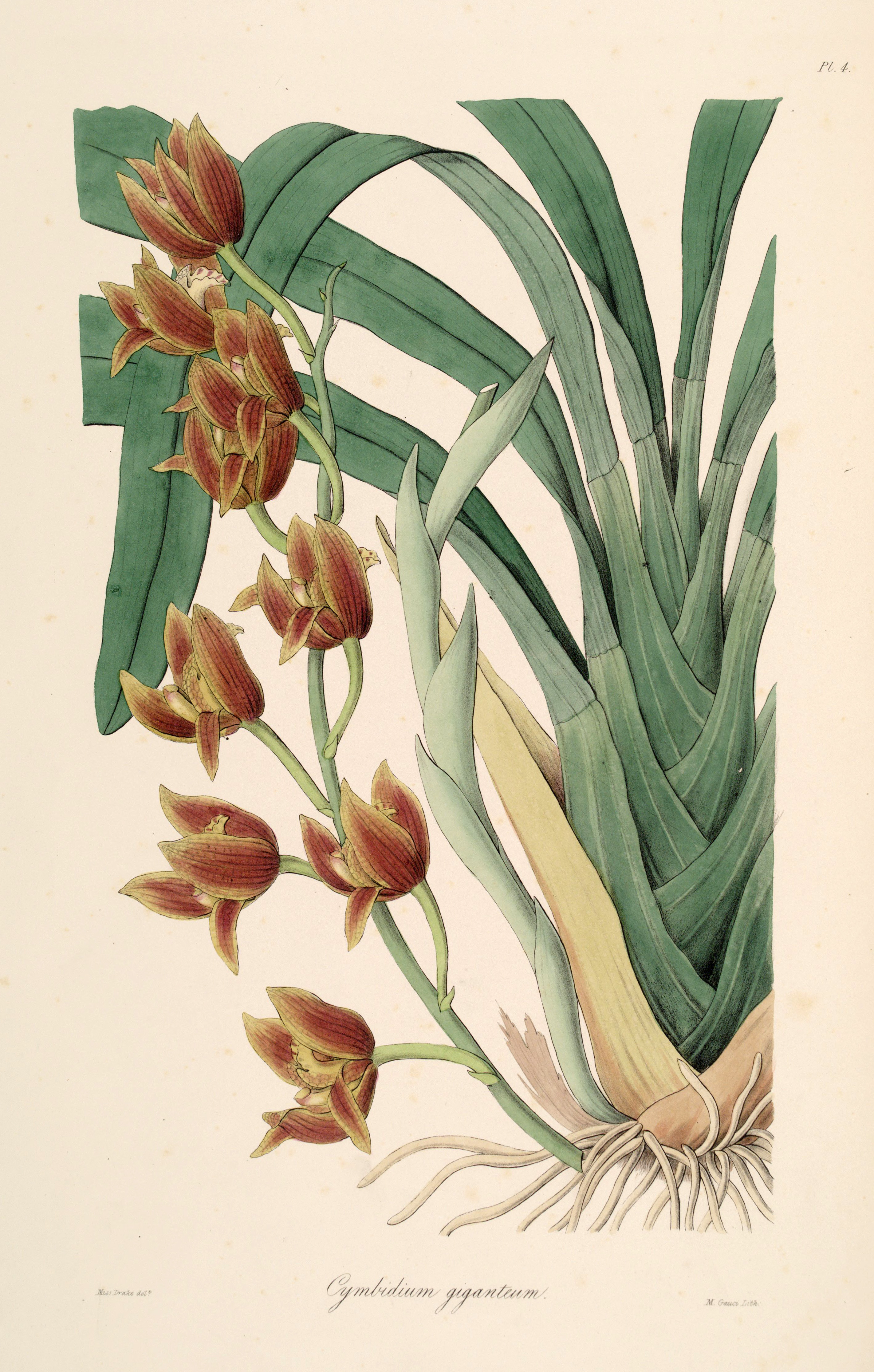
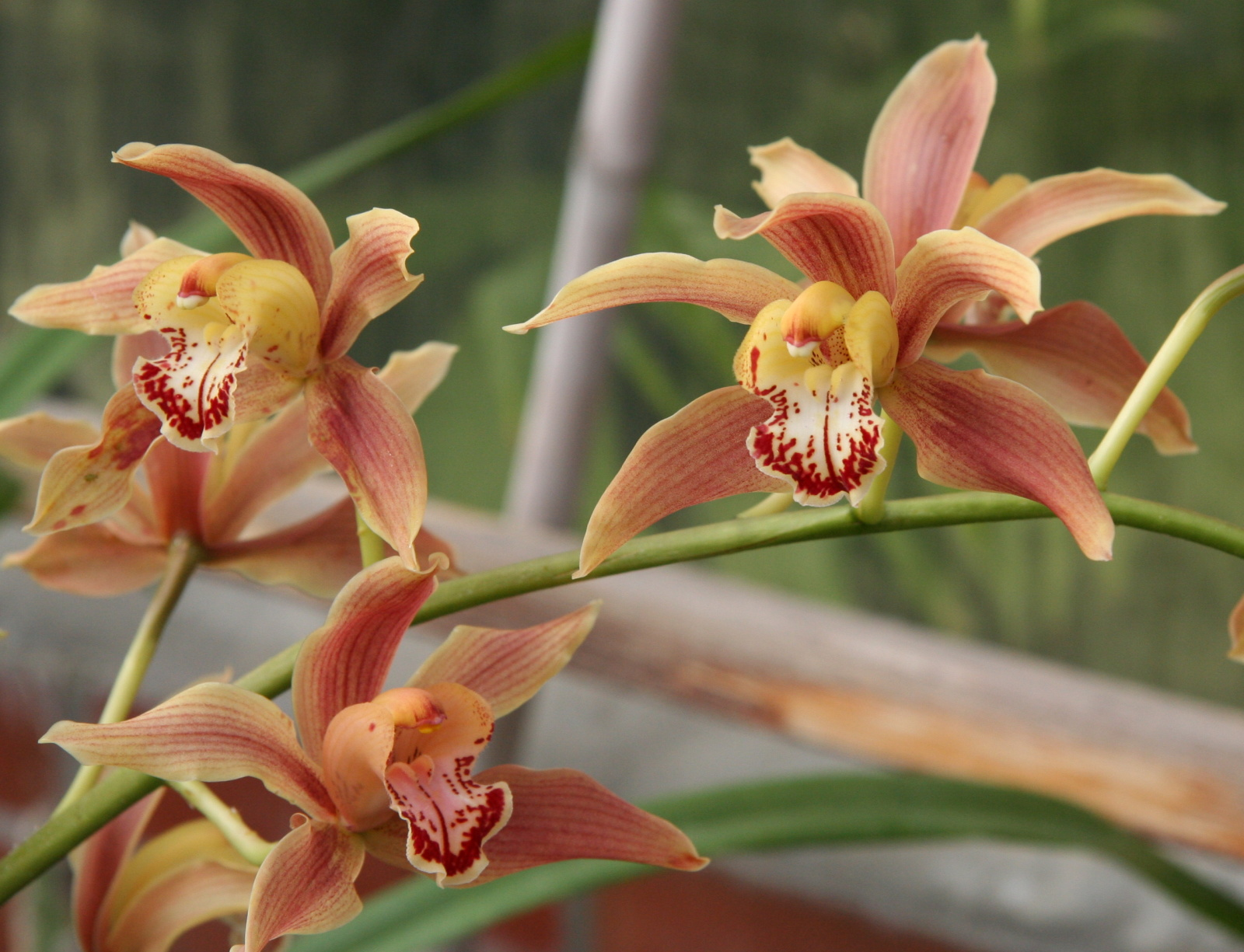
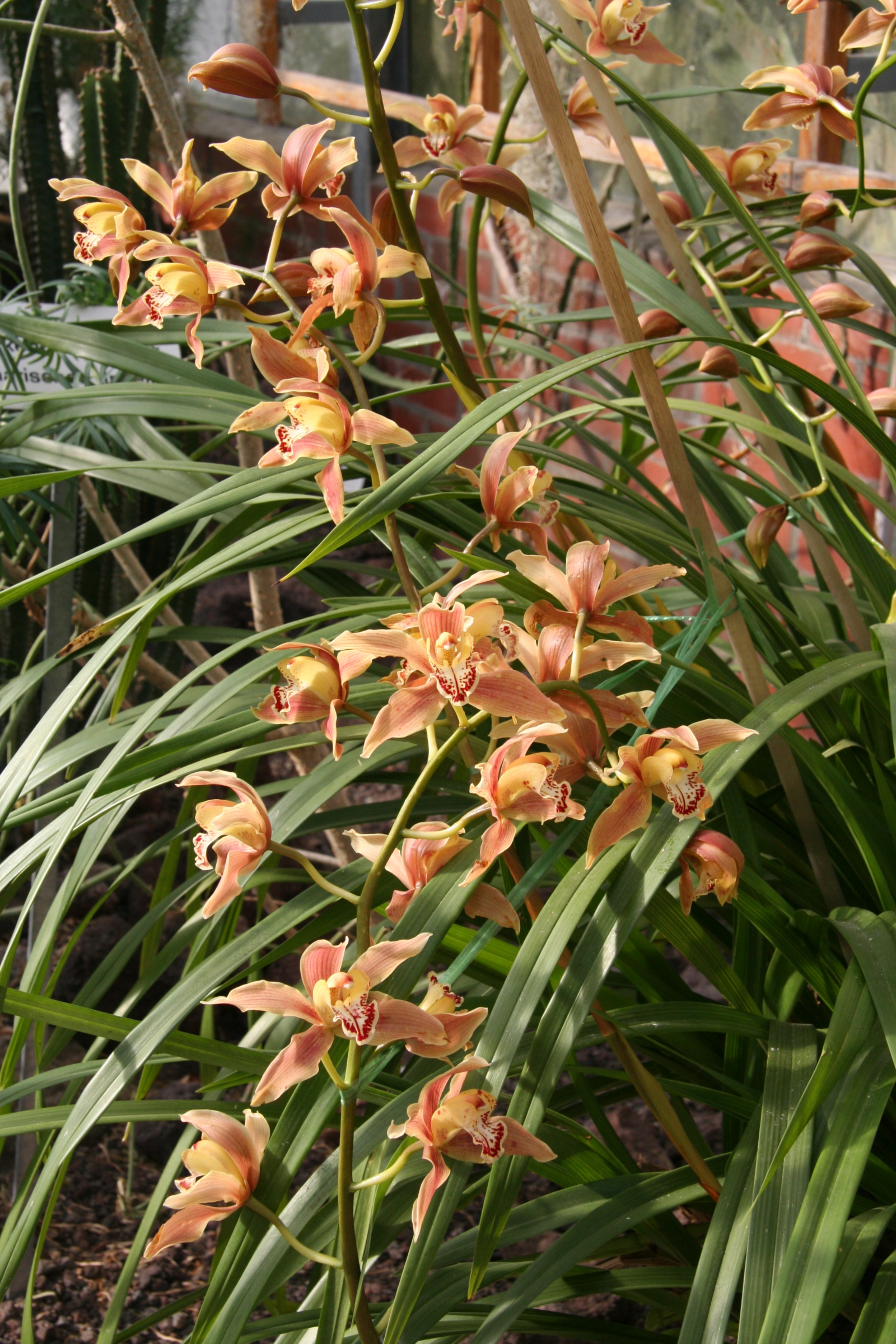